# Општина Балинц (Тимиш)
Балинц (рум. Balinţ) општина је у Румунији у округу Тимиш.
Oпштина се налази на надморској висини од 160 m.